# Sabine Petzl
Pour les articles homonymes, voir Petzl (homonymie).
Sabine Petzl, née le 9 août 1965 à Vienne, est une actrice et présentatrice autrichienne. 

## Biographie
Sabine Petzl a grandi à Vienne et à Hambourg et a suivi une formation à l'académie de musique et des arts du spectacle de Vienne ainsi qu'une formation de présentatrice à l'école des présentateurs de Francfort. Elle obtient son premier poste à la télévision en 1991 comme présentatrice à l'ORF et reçoit pour cela, en 1994, le Romy de la présentatrice la plus populaire. En 1994, elle avait son premier rôle, pour la télévision, dans la série Rex chien flic. Ensuite, elle a tourné dans beaucoup d'autres séries télévisées et films. Son rôle le plus connu est celui de la pilote Biggi Schwerin dans la série télévisée Medicopter – chaque vie compte. À côté de cela, elle se produit aussi dans des pièces de théâtre et présente Thermen-et Wohlfühlmagazin Avida sur Sat.1 Autriche. Elle a été mariée de 1992 à 1993, pendant presque un an, avec Tony Wegas. Son fils Sascha, né en 2001, est issu de son troisième mariage avec Sascha Riedel. En 2007, elle se marie pour la quatrième fois, avec Sascha Jedermann, chef d'une chaîne de salon de coiffure.

## Filmographie

### Séries télévisées
- 1995: Rex chien flic: Un été meurtrier (Ein mörderischer Sommer): Commissaire Elizabeth Böhm
- 1995: Rex chien flic: Le parfum de la mort (Der Duft des Todes): Commissaire Elizabeth Böhm
- 1995: Dr. Stefan Frank: Dr Frank und die neue Artzin: Le Dr Bea Gerlach
- 1995-1996: So ist das leben ! Die Wagenfelds (3 épisodes)
- 1996: Rex chien flic: Passion fatale (Möderische Leidenschaft): Commissaire Elizabeth Böhm
- 1997–2003: Medicopter 117: La pilote Biggi Schwerin (58 épisodes)
- 1998: Siska: Une nouvelle vie (Der neue Mann): Marianne Siska
- 1999 : Dr Stefan Frank - Épisode: Le saut de la mort : Biggi Schwerin avec ses collègues de Medicopter, Ralf Staller (Wolfgang Krewe) et Dr Gabriele Kollmann (Anja Freese)
- 2000: Rex chien flic: Mort.com (Tod per Internet): Tina Kainz

- 2000: Le Renard: La maison du lac (Der Letzte Geburtstag): Petra Wollgast

- 2001: Zwei Männer am Herd (9 épisodes): Giulietta Albertini

- 2003: Rex chien flic: Vitamines mortelles (Vitamine zum Sterben): Eva Kretschmer
- 2004: Le Renard: Une drôle de partenité (Ein tödliches Drama): Brigitte Kassei
- 2004: Le Renard: Le dernier tango (Der Tangomord): Bettina/Wilma Husak
- 2005: Le Renard: Crise de conscience (Angst): Clara Westkamp

- 2005: Siska: Zwischen Kain und Abel: Tanja Behrens

- 2007: Küstenwache (170 épisodes): Saskia Berg
- 2007: Le Renard: Le voile de l’erreur (Tag der Rache): Marianne Weber
- 2007: Le Renard: L’appât (Der Lockvogel): Marie Brüning
- 2008: Le Renard: La quatrième victime (Opfer Nummer Vier): Karola Lauder

### Téléfilms
- 2001: Reise des Herzens de Gabriel Barylli: Maria
- 2002: Die Dickköpfe de Walter Bannert: Maria Lassnitzer
- 2009: Liebe, Babys und der Zauber Afrikas de John Delbridge: Mareike von Bogen

### Théâtre
- 1993/94 : Festivals théâtraux le village de Berne
- 1998 : Théâtre la ruelle de cerf-volant de Vienne
- 2002 : Théâtre dans la ville de Joseph de Vienne
- 2003 : Festivals d'été Mödling